# 氯胺
氯胺，又稱氯代氨，是一种無機化合物，为氨中一个（一氯代氨）、二个（二氯代氨）或者三个（三氯化氮）氢原子被氯取代之后得到之氨衍生物。氯胺一词也指一系列化学式為 R2NCl 及 RNCl2  的有机化合物。
一氯代氨的化学式是NH2Cl，为不稳定的无色液体，熔点−66 °C（−87 °F），通常以水溶液的形式储存和使用。该溶液有时被用作消毒劑。由於其不穩定性，其沸点無法测量。

## 水处理
氯胺可用于水的消毒，与氯气相比较为温和，与次氯酸盐相比更加稳定。

### 饮用水消毒
低浓度的NH2Cl在市政供水系统中作为二级消毒剂。其应用与日俱增，并逐渐取代氯气（在水处理过程中被称为游离氯）。NH2Cl远比游离氯稳定，且不易在水中被浪费。相对比起游离氯，其与有机化合物反应形成有机氯化合物的趋势较小，但依旧存在；这些有机氯化合物包括氯仿和四氯化碳；这些物质在已被确定为致癌物质，美国国家环境保护局从1979年起开始管控饮用水中的这些有机氯化合物的浓度。
与此同时，一些不受管制的副产品有可能造成更大的健康风险。以氯胺净水亦可能增加饮用水中铅含量，尤其是对于老旧住宅而言。暴露于此种高铅浓度的条件下，或导致血液中铅含量增加，并可能造成重大健康风险。

### 游泳池消毒
在游泳池中，氯胺通过游离氯与诸如尿液、汗液、皮肤细胞等物质当中的有机物反应而生成。相对比起游离氯，其杀菌效果较差；而且若不能适当地控制，其对于游泳者的眼睛亦会具有更强的刺激性。氯胺也是游泳池中独特的“氯”的味道的来源。一些为私人游泳池设计的测试工具无法区分游离氯与氯胺，这或导致游泳池中的氯胺浓度不适当。亦有证据显示，暴露于氯胺会引起游泳者的呼吸道问题，包括哮喘。对于竞技游泳运动员，呼吸道问题常见而普遍。

## 安全性
基于过往数据，美国国家环境保护局（EPA）制定的饮用水水质标准限制公众供水系统中氯胺含量不得多于 4 ppm。 为了达到EPA规定的卤化消毒副产物限量标准，许多公用事业部门正在把净化方式从氯化转向氯胺化。虽然氯胺化产生的卤化消毒副产物较少，但可产生更高浓度的未受管控的含碘副产物及N-亚硝基二甲胺；
此二者皆已被证明具有遗传毒性。
用作血液透析、养殖、水耕栽培及自酿啤酒时，应当设法除去水中的氯胺。
在用作透析时，若氯胺进入血液中，可能会导致溶血性贫血。
若水耕栽培的培养液中混入氯胺，则会延缓植物的生长。

## 制备
氯胺可以透過氨與次氯酸根反应制得：NH3 + ClO− → NH2Cl + OH−
。此反应必须在弱碱性 (pH 8.5–11)的环境下进行。进行反应的氯化剂是次氯酸，其通过氢离子和次氯酸根反应生成，而后参与氨取代产生氢氧根的亲核取代反应。此反应在 pH 约为8时反应最快；若 pH 过高，则次氯酸浓度过小；若 pH 过低，则氨形成铵根，而后者不发生上述反应。氯胺可通过真空蒸馏，并将蒸汽通过碳酸钾（干燥剂）浓缩。氯胺也可以通过乙醚萃取。
气态氯胺亦可通过氨气和氯气反应得到（过程中用氮气稀释）：
2 NH3(g) + Cl2(g) ⇌ NH2Cl(g) + NH4Cl(s)
纯氯胺可将氟胺吹过氯化钙得到：
2 NH2F + CaCl2 → 2 NH2Cl + CaF2